# Титаренко Тетяна Михайлівна
Титаренко Тетяна Михайлівна — український психолог, доктор психологічних наук, професор, академік Національної академії педагогічних наук України, заслужений працівник освіти України, лауреат Державної премії України в галузі науки і техніки (2019).

## Біографія
Народилася в м. Олександрії Кіровоградської області. Закінчила Київський державний університет ім. Т. Г. Шевченка (філософський факультет, відділення психології, 1973 р.); аспірантуру Інституту психології ім. Г. С. Костюка АПН України (1979 р.).
У 1974–75 рр. працювала інженеркою лабораторії експертиз Української філії Всесоюзного інституту технічної естетики.
У 1975–1996 рр. працювала в Інституті психології ім. Г. С. Костюка АПН України: з 1975 — молодшою науковою співробітницею лабораторії психофізіології; з 1979 — молодшою науковою співробітницею лабораторії психології дошкільнят; з 1982 — старшою науковою співробітницею лабораторії психології важковиховуваних підлітків; з 1987 — завідувачкою лабораторії теорії та методології; з 1989 — провідною науковою співробітницею лабораторії методології; з 1993 — завідувачкою центру психології особистісних дисгармоній; з 1994 — завідувачкою лабораторії психології реабілітації.
З 1997 по 2018 рік — завідувач лабораторії соціальної психології особистості Інституту соціальної та політичної психології НАПН України. З січня 2019 року по теперішній час — головний науковий співробітник та керівник фундаментальних наукових досліджень даної лабораторії.

### Вчені ступені та звання
- Кандидат психологічних наук (з 1980 по 1994 р.), тема кандидатської дисертації: «Функції емоцій у моральному розвитку дошкільника».
- Доктор психологічних наук (з 1994 р.), тема докторської дисертації «Життєвий світ особистості: структурно-генетичний підхід».
- Професор (з 2002 р.).
- Член-кореспондент НАПН України (з 2006 по 2019 р.).
- Дійсний член (академік) НАПН України (з 2019 р.).

## Наукова діяльність
Пріоритетні напрями досліджень: соціально-психологічні практики життєконструювання особистості; постнекласичні підходи до побудови особистістю життєвого шляху; способи моделювання та прогнозування майбутнього; психологія життєвої кризи та можливості надання психологічної допомоги при повсякденній травматизації; психологічне здоров'я та соціально-психологічна реабілітація та супровід особистості.
Титаренко є авторкою теорії особистісного життєконструювання, значення якої полягає у розробці теоретико-методологічних підходів до особистості, основними модусами існування якої є ідентифікування, автономізація, діалогування та практикування. В теорії опрацовано можливості життєвого вибору, що задає горизонти прогнозу та сприяє трансформації смислів за рахунок розгортання нових причинно-наслідкових зв'язків; виявлено закономірності функціонування життєвих домагань як механізму самоздійснення особистості та можливості їх оптимізації; визначено чинники постановки життєвих завдань та їхні ключові характеристики, що сприяють самоконституюванню особистості; розроблено концептуальну модель впливу соціально-психологічних практик на особистісне життєконструювання.
Під керівництвом Тетяни Титаренко захищено 19 кандидатських та 6 докторських дисертацій. Титаренко була головою спеціалізованої вченої ради із захисту докторських та кандидатських дисертацій в Інституті соціальної та політичної психології. Член редколегій та голова редакційної ради низки наукових фахових видань.
Тетяна Титаренко має понад 500 наукових праць, є автором 15 одноосібних книжок, науковим редактором та співавтором 7 колективних монографій, 5 навчальних та практичних посібників, 3 методичних рекомендацій.

## Основні наукові праці
Індивідуальні книги:
- Титаренко Т. М. Посттравматичне життєтворення: способи досягнення психологічного благополуччя [Архівовано 22 березня 2022 у Wayback Machine.] : монографія [Архівовано 22 квітня 2021 у Wayback Machine.] / Тетяна Титаренко ; Національна академія педагогічних наук України, Інститут соціальної та політичної психології. – Кропивницький : Імекс-ЛТД, 2020. – 160 c. ISBN 978-966-189-554-5
- Титаренко Т. М. Психологічне здоров'я особистості: засоби самодопомоги в умовах тривалої травматизації [Архівовано 20 липня 2018 у Wayback Machine.]: монографія [Архівовано 23 січня 2022 у Wayback Machine.] / Т. М. Титаренко / Національна академія педагогічних наук України, Інститут соціальної та політичної психології. — Кропивницький: Імекс-ЛТД, 2018. — 160 c. ISBN 978-966-189-457-9
- Титаренко Т. М. Такі різні діти : [текст] / Татьяна Титаренко. – Вид. 2-е, випр. і доп. – Х., Белгород : КСД, 2016. – 320 с. – (Книжный клуб "Клуб семейного досуга") (російською мовою). ISBN 978-617-12-1428-6
- Титаренко Т. М. Испытание кризисом. Одиссея преодоления : [моногр.] / Т. М. Титаренко. – 2-е изд. – М. : Когито-центр, 2010. – 304 с. ISBN 978-5-89353-317-0
- Титаренко Т. М. Життєвий світ особистості: у межах і за межами буденності : [моногр.] / Т. М. Титаренко. – К. : Либідь, 2003. – 376 с. ISBN 996-06-0280-4
- Титаренко Т. М. Такие разные дети : [текст] / Т. М. Титаренко. – К. : Рад. шк., 1989. – 144 с. – (Библиотека для родителей). ISBN 5-330-00722-4
- Титаренко Т. М. Я – знакомый и неузнаваемый. – К. : Рад. школа, 1991. – 240 с. ISBN 5-330-01366-6

Колективні наукові монографії (у співавторстві та за науковою редакцією):
- Життєвий світ і психологічна безпека людини в умовах суспільних змін [Архівовано 30 січня 2017 у Wayback Machine.]. Реферативний опис роботи / М. М. Слюсаревський, Л. А. Найдьонова, Т. М. Титаренко, В. О. Татенко, П. П. Горностай, О. М. Кочубейник, Б. П. Лазоренко. – К. : Талком, 2020. – 318 с. ISBN 978-617-7832-61-3
- Психологія життєтворення особистості в сучасному світі : [моногр.] / Ю. Д. Гундертайло, В. О. Климчук, О. Я. Кляпець та ін. ; за наук. ред. Т. М. Титаренко ; Національна академія педагогічних наук України, Інститут соціальної та політичної психології. — К. : Міленіум, 2016. — 320 c.
- Титаренко Т. М. Психологічні практики конструювання життя в умовах постмодерної соціальності : [моногр.] / Т. М. Титаренко, О. М. Кочубейник, К. О. Черемних ; Національна академія педагогічних наук України, Інститут соціальної та політичної психології. — К. : Міленіум, 2014. — 206 с. ISBN 978-966-8063-61
- Як будувати власне майбутнє: життєві завдання особистості : [наук. моногр.] / [Т. М. Титаренко, О. Г. Злобіна, Л. А. Лєпіхова та ін.] [Архівовано 2 грудня 2016 у Wayback Machine.] ; за наук. ред. Т. М. Титаренко ; Національна академія педагогічних наук України, Інститут соціальної та політичної психології. — Кіровоград: Імекс-ЛТД, 2012. — 512 c. ISBN 978-966-189-136-3
- Життєві домагання особистості : [моногр.] / за ред. Титаренко Т. М. — К. : Педагогічна думка, 2007. — 456 с. ISBN 978-966-644-043-6
- Особистісний вибір: психологія відчаю та надії : [моногр.] / за ред. Т. М. Титаренко. — К. : Міленіум, 2005. – 336 с. ISBN 9668063912
- Психологія життєвої кризи [Архівовано 2 червня 2018 у Wayback Machine.] : [наук. моногр.] / відп. ред. Т. М. Титаренко. – К. : Агропромвидав України, 1998. – 348 с. ISBN 966-558-014-0

Навчальні та науково-методичні видання (індивідуальні, у співавторстві та за науковою редакцією):
- Як допомогти особистості в період переходу від війни до миру: соціально-психологічний супровід : практичний посібник / за наук. ред. Т. М. Титаренко, М. С. Дворник / Національна академія педагогічних наук України, Інститут соціальної та політичної психології. – Кропивницький : Імекс-ЛТД, 2022. – 154 c. ISBN 978-966-189-661-0
- Соціально-психологічні технології відновлення особистості після травматичних подій: практичний посібник [Архівовано 24 жовтня 2019 у Wayback Machine.] / [Т. М. Титаренко, М. С. Дворник, В. О. Климчук та ін.] ; за наук. ред. Т. М. Титаренко / Національна академія педагогічних наук України, Інститут соціальної та політичної психології. — Кропивницький: Імекс-ЛТД, 2019. — 220 с. ISBN 978-966-189-483-8
- Титаренко Т. М. Сучасна психологія особистості: [навч. посіб.] / Т. М. Титаренко. — 2-е вид. — К. : Каравела, 2013. — 372 с. ISBN 978-966-2229-55-4
- Профілактика порушень адаптації молоді до повсякденних стресів і кризових життєвих ситуацій [Архівовано 2 лютого 2017 у Wayback Machine.]: [навч. посіб.] / Національна академія педагогічних наук України, Інститут соціальної та політичної психології ; за наук. ред. Т. М. Титаренко. — К. : Міленіум, 2011. — 272 c.
- Титаренко Т. М. Сучасна психологія особистості : [навч. посіб.] / Т. М. Титаренко. – К. : Марич, 2009. – 232 с. ISBN 978-966-8479-25-0
- Титаренко Т. М. Життєстійкість особистості: соціальна необхідність та безпека: [навч. посіб.] / Титаренко Т. М., Ларіна Т. О. — К. : Марич, 2009. — 76 с.
- Титаренко Т. М. Кризове психологічне консультування [Архівовано 14 березня 2022 у Wayback Machine.] : [програма навч. курсу] / Т. М. Титаренко ; Академія педагогічних наук України, Інститут соціальної та політичної психології. — К. : Міленіум, 2009. — 64 с.
- Методики визначення повсякденного стресу і способів розв'язання кризових життєвих ситуацій: [навч.-метод. посіб.] / О. Я. Кляпець, Б. П. Лазоренко, Л. А. Лєпіхова, В. В. Савінов ; за ред. Т. М. Титаренко. — К. : Міленіум, 2009. — 120 с. ISBN 978-966-8063-87-16
- Титаренко Т. М. Життєві кризи: технології консультування : [навч. посіб.] [Архівовано 8 вересня 2017 у Wayback Machine.]. У 2-х ч. / Тетяна Титаренко. – К. : Главник, 2007. – Ч. 2 – 176 с. – (Серія "Психологічний інструментарій"). ISBN 966-87743-8-8
- Титаренко Т. М. Життєві кризи: технології консультування [Архівовано 21 жовтня 2021 у Wayback Machine.] : [навч. посіб.]. У 2-х ч. / Тетяна Титаренко. – К. : Главник, 2007. – Ч. 1 – 144 с. – (Серія "Психологічний інструментарій"). ISBN 966-87746-7-1
- Титаренко Т. М. Запобігання емоційному вигоранню в сім'ї як фактор гармонізації сімейних взаємин [Архівовано 27 липня 2017 у Wayback Machine.]: [наук.-метод. посіб.] / Т. М. Титаренко, О. Я. Кляпець. — К. : Міленіум, 2007. — 142 с. ISBN 978-966-8063-72-5
- Основи психології / за ред. О. В. Киричука, В. А. Роменця. – 6-е вид. – К. : Либідь, 2006. – 632 с. ISBN 966-06-0410-6
- Титаренко Т. М. Психологічна профілактика стресових перевантажень серед шкільної молоді : [Архівовано 8 вересня 2017 у Wayback Machine.] [наук.-метод. посіб.] / Т. М. Титаренко, Л. А. Лєпіхова. — К. : Міленіум, 2006. — 204 c. ISBN 966-8063-89-0
- Титаренко Т. М. Кризове психологічне консультування : [наук.-метод. посіб.] / Т. М. Титаренко. – К. : Главник, 2004. – 96 с. – (Серія "Психологічний інструментарій").
- Психологія особистості: словник-довідник [Архівовано 22 жовтня 2021 у Wayback Machine.] / за ред. П. П. Горностая, Т. М. Титаренко. — К. : Рута, 2001. — 320 с. (російською мовою). ISBN 966779511X
- Основи практичної психології [Архівовано 23 січня 2022 у Wayback Machine.]: [підруч. для студ. вищ. закл. освіти] / В. Панок, Т. Титаренко, Н. Чепелєва та ін. ; гол. ред. С. Головко. — К. : Либідь, 1999. — 536 с.

Методичні рекомендації (у співавторстві та за науковою редакцією):
- Способи підвищення соціально-адаптивних можливостей людини в умовах переживання наслідків травматичних подій [Архівовано 19 жовтня 2017 у Wayback Machine.]: методичні рекомендації / Національна академія педагогічних наук України, Інститут соціальної та політичної психології ; за наук. ред. Т. М. Титаренко. — Кропивницький: Імекс-ЛТД, 2017. — 80 c.
- Соціально-психологічна профілактика порушень адаптації молоді до повсякденного стресу: методичні рекомендації [Архівовано 17 червня 2018 у Wayback Machine.] / Національна академія педагогічних наук України, Інститут соціальної та політичної психології ; за наук. ред. Т. М. Титаренко. — К. : Міленіум, 2010. — 84 с. ISBN 978-966-8063-90-10
- Титаренко Т. М., Лєпіхова Л. А., Кляпець О. Я. Формування в молоді настанов на здоровий спосіб життя: методичні рекомендації [Архівовано 3 травня 2018 у Wayback Machine.]. — К. : Міленіум, 2006. — 124 с. ISBN
- Життєвий світ і психологічна безпека людини в умовах суспільних змін. Реферативний опис роботи [Архівовано 22 квітня 2021 у Wayback Machine.] / М. М. Слюсаревський, Л. А. Найдьонова, Т. М. Титаренко, В. О. Татенко, П. П. Горностай, О. М. Кочубейник, Б. П. Лазоренко. – К. : Талком, 2020. – 318 с. ISBN 978-617-7832-61-3
- Соціальна психологія в Україні [Архівовано 8 січня 2021 у Wayback Machine.] : довідник / за ред. М. М. Слюсаревського ; упоряд. І. І. Ревера, С. Є. Фіськович ; Ін-т соц. та політ. психології НАПН України. – Вид. друге, перероб. і допов. – К. : Талком, 2019. – 324 c. ISBN 978-617-7832-50-7
- Рибалка В. В. Теории личности в отечественной философии, психологии и педагогике: пособие [Архівовано 17 лютого 2017 у Wayback Machine.]. — Житомир: Изд-во ЖГУ им. И. Франко, 2015. — 872 с. ISBN 9789664851944 (глава про теорію особистості Т. М. Титаренко).
- Соціальна психологія в Україні: Довідник / за ред. чл.-кор. АПН України М. М. Слюсаревського; упорядники Л. П. Булах, Л. М. Калачникова, Л. П. Черниш. — К. : Міленіум, 2004. — 196 с. ISBN 966-8063-44-9

## Нагороди
- Орден княгині Ольги:
  - ІІ ступеня (4 жовтня 2015) — за значний особистий внесок у розвиток національної освіти, підготовку кваліфікованих фахівців, багаторічну плідну педагогічну діяльність та високий професіоналізм[2];
  - ІІІ ступеня (20 травня 2011) — за вагомий особистий внесок у розвиток вітчизняної науки, зміцнення науково-технічного потенціалу України, багаторічну плідну працю[3];
- Заслужений працівник освіти України (28 грудня 2000) — за вагомі досягнення у професійній діяльності, багаторічну сумлінну працю[4];
- Почесна грамота Верховної Ради України;
- Почесна грамота Міністерства освіти і науки України;
- Нагрудний знак «Відмінник народної освіти»;
- Нагрудний знак «За наукові досягнення»;
- Почесний знак НАПН України «Ушинський К. Д.»;
- Медаль Г. Сковороди;
- Медаль «Володимир Роменець» (2019);
- Премія імені Г. І. Челпанова;
- Державна премія України в галузі науки і техніки (2019)[5].